# Récepteur cannabinoïde de type 1

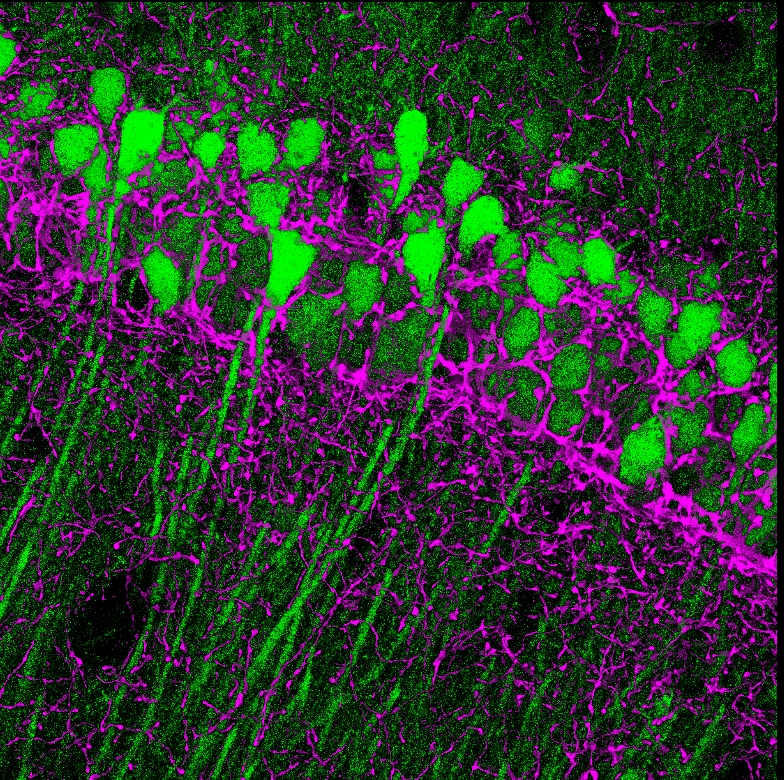
Le récepteur cannabinoïde CB1 (magenta) exprimé par les axones des cellules en panier et entourant les cellules pyramidales CA1 de l'hippocampe (vert). Le signal vert est une protéine fluorescente verte exprimée par le promoteur Nr4a1 chez une lignée de souris transgénique.

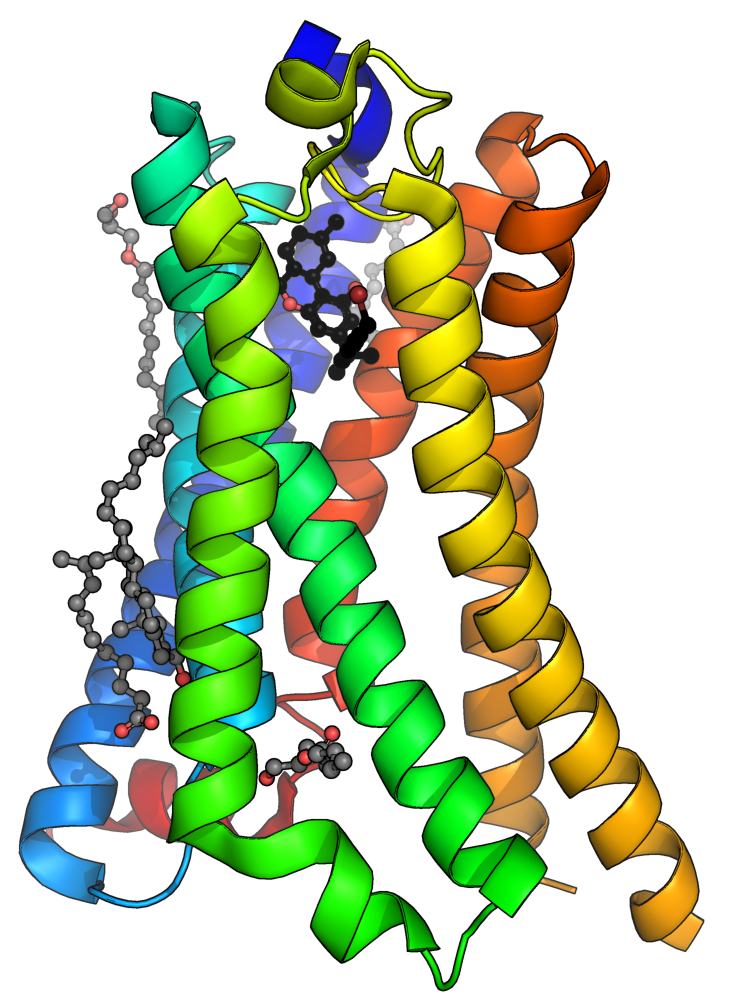
Récepteurs CB1, schématisés et colorisés de bleu à rouge

Le récepteur cannabinoïde de type 1 (CB1) est une protéine clé présente dans le système nerveux central, notamment dans le cerveau et la moelle épinière. Il est l’un des deux types de récepteurs cannabinoïdes présents dans le corps humain, l’autre étant le récepteur CB2. 
Le récepteur CB1 joue un rôle fondamental dans la régulation de divers processus biologiques et est impliqué dans diverses conditions pathologiques et approches thérapeutiques,.

## Structure
Sur le plan structurel, le récepteur CB1 est une molécule complexe qui traverse la membrane cellulaire. Il est composé de sept domaines transmembranaires, trois boucles extracellulaires et trois boucles intracellulaires. Cette structure unique permet au récepteur CB1 de détecter les signaux chimiques externes et de les transmettre à l’intérieur de la cellule.

## Fonction
Le fonctionnement du récepteur CB1 dépend de la liaison de molécules spécifiques appelées ligands. Ces ligands peuvent être des endocannabinoïdes, qui sont produits par l’organisme, ou des cannabinoïdes exogènes, qui proviennent de sources externes,. Lorsqu’un ligand se lie au récepteur CB1, il déclenche une série de réactions biochimiques à l’intérieur de la cellule, modifiant ainsi le comportement de celle-ci,.

## Rôle dans le système endocannabinoïde
Le récepteur CB1 joue un rôle essentiel dans le système endocannabinoïde, un système complexe de signalisation cellulaire qui régule de nombreux processus physiologiques. Le système endocannabinoïde comprend les récepteurs CB1 et CB2, les endocannabinoïdes et les enzymes responsables de leur synthèse et dégradation. Le récepteur CB1 est le principal récepteur du système endocannabinoïde dans le système nerveux central.

## Implication dans les maladies
Le récepteur CB1 pourrait être impliqué dans plusieurs maladies. Des niveaux élevés de récepteurs CB1 ont été détectés chez des patients atteints de schizophrénie, suggérant un rôle possible de ces récepteurs dans cette maladie. Dans le cas de la douleur chronique, l'activation des récepteurs CB1 peut aider à réduire la douleur. De plus, le récepteur CB1 a été impliqué dans d'autres maladies, comme l'épilepsie, la maladie d'Alzheimer, la dépression,, l'anxiété, le trouble de stress post-traumatique, la sclérose en plaques et certaines formes de cancer.

## Traitements médicaux
Le récepteur CB1 est une cible prometteuse pour le développement de nouveaux médicaments. Cependant, la recherche est en cours pour développer des médicaments qui ciblent le récepteur CB1 de manière plus sélective, afin de minimiser les effets secondaires tout en conservant les bénéfices thérapeutiques.